# Brian Downey (Musiker)

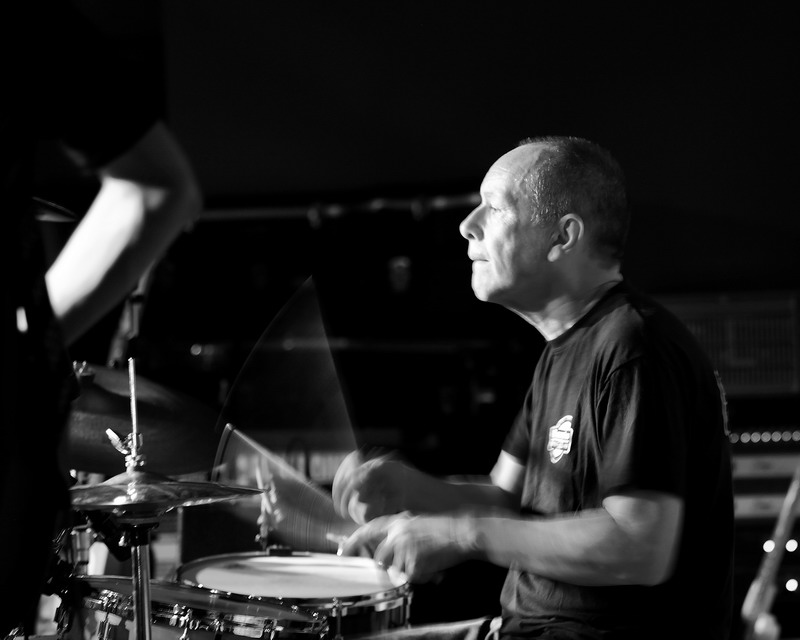
Brian Downey, 2009

Brian Michael Downey (* 27. Januar 1951 in Dublin) ist ein irischer Schlagzeuger, vornehmlich bekannt als Mitglied der Rockband Thin Lizzy. Zusammen mit Phil Lynott war Downey das einzige konstante Mitglied der Gruppe bis zu ihrer vorläufigen Auflösung im Jahr 1983.
Bereits in seiner Jugend traf Downey Phil Lynott, der dieselbe Schule besuchte. Vor der Gründung von Thin Lizzy, war Downey Mitglied in einigen Bands gewesen unter anderem Sugar Shack, und wurde dann von Lynott überredet, dessen Band Orphanage beizutreten. Zusammen mit dem Gitarristen Eric Bell und dem Keyboarder Eric Wrixon bildeten sie schließlich das Quartett Thin Lizzy.
Neben seiner Tätigkeit für Thin Lizzy war er auch an Phil Lynotts Soloalben beteiligt, sowie an mehreren Alben Gary Moores, darunter Still Got the Blues.
Nach Lynotts Tod im Jahr 1986 spielte Downey nur noch zeitweise in der Besetzung mit John Sykes, Scott Gorham, Darren Wharton und Marco Mendoza. Von 2010 bis 2015 war er wieder Mitglied der Formation.